# Heroninus-Archiv

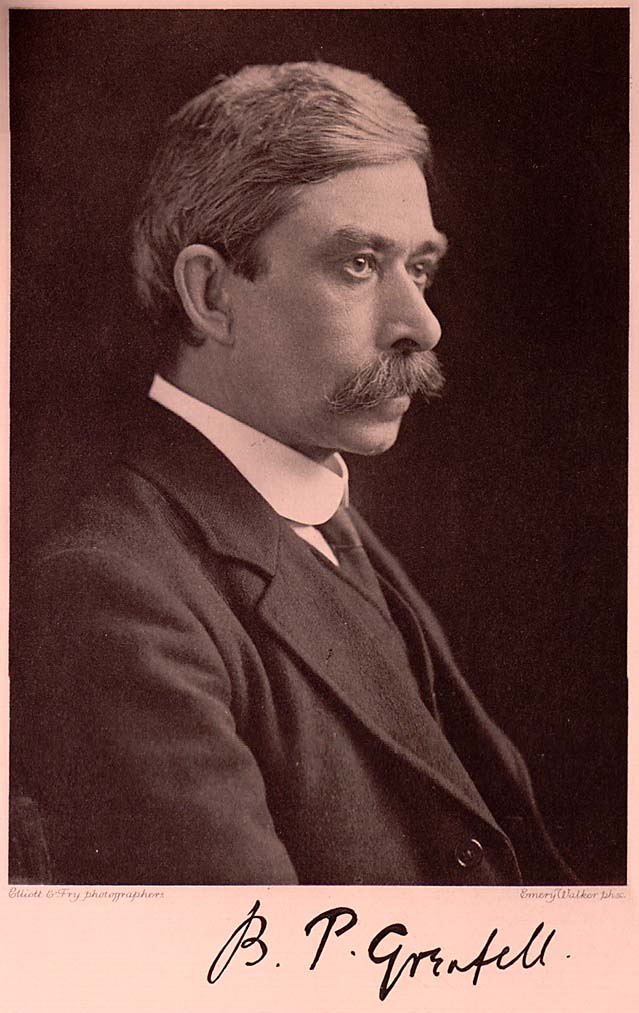
Bernard Pyne Grenfell

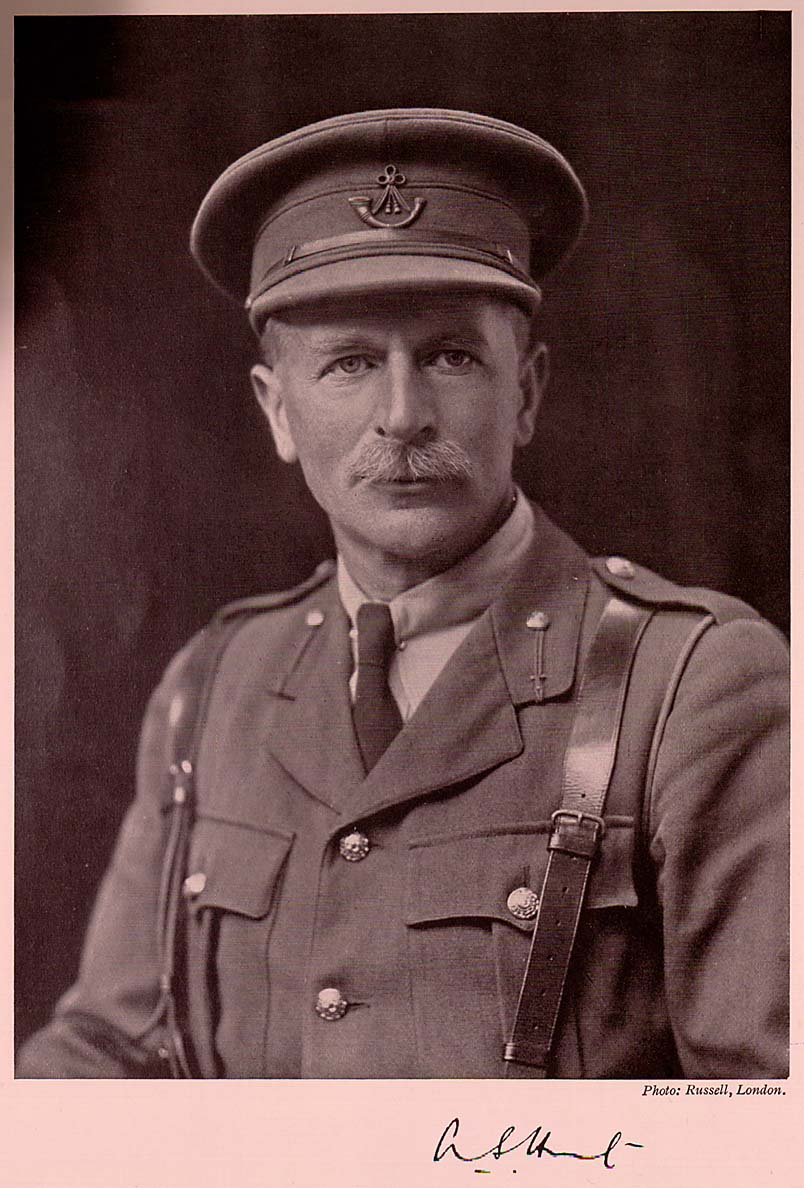
Arthur Surridge Hunt

Das Heroninos-Archiv (Heroninus ist die lateinische Form) ist eine Sammlung von etwa 1000 ägyptischen Papyri aus dem 3. Jahrhundert n. Chr. Gefunden wurden sie Ende des 19. Jahrhunderts im antiken Theadelphia und der weiteren Umgebung von Fayum von den britischen Forschern Bernard Pyne Grenfell und Arthur Surridge Hunt. Der Name kommt von Heroninos, dem phrontistes (Verwalter). Es ist die größte Sammlung aus dem römischen Ägypten.

## Herkunft
Das Archiv enthält gut tausend Dokumente. Meist beziehen sie sich auf die Grundbesitzverwaltung eines Aurelius Appianus (ca. 200–260). Der römische Bürger Appianus verfügte über einen umfangreichen Grundbesitz rund um Arsinoë, den dort Alypios verwaltete. In den Dörfern ringsum saßen Verwalter wie Heroninus. Appian war zuvor Ratsherr (bouleutes) und Exegetes in Alexandria gewesen und mit Demetria verheiratet, die von ihrem Vater Poseidonios einen großen Grundbesitz in der Region erbte. Sie hatten mindestens einen Sohn Primus und eine Tochter Diodora. Von 249 bis 268 n. Chr. war ein gewisser Heroninos Verwalter in Theadelphia. Die meisten Briefe sind an ihn adressiert und stammen von den Verwaltern weiterer Güter oder von der zentralen Gutsverwaltung, die sich in der Gauhauptstadt Arsinoë befand.
Häufig sind die Papyri bedeutend älter als die Dokumente, die auf ihnen geschrieben sind. Wiederverwendung war eine übliche Praxis unter Appian.

## Entdeckung
Nach einer häufig erzählten Geschichte fanden Grenfell und Hunt das Archiv 1898/99 während einer Grabungskampagne in einer Kiste. Einige Dokumente sind offenbar aber unabhängig davon entdeckt worden, sodass die Glaubwürdigkeit von seriösen Autoren angezweifelt wird. Im frühen 20. Jahrhundert wurde das Archiv aufgebrochen und verkauft. Trotz ihrer Zerstreuung auf über zwanzig Sammlungen wurde bei der Veröffentlichung der Name Heroninus-Archiv benutzt.

## Inhalt
Etwa 350 Archivdokumente zeigen den Charakter interner Memos – Korrespondenz mit oder seltener von Heroninos zu Themen der Ländereiverwaltung. 50 Texte stammen von Heroninos oder seinem nachfolgenden Sohn Heronas. Eine andere Gruppe wird Eirenaios zugeordnet, einem Verwalter weiterer Ländereien Appians in Euhemeria (heute Qasr el-Banat, arabisch قصر البنات).
Weitere 50 beziehen sich auf andere Personen, die auf den Besitzungen Appians beschäftigt waren, andere 50 scheinen fiskalische Quittungen auswärtiger Quellen zu sein.
Das Archiv zeigt einen tiefen Einblick in das römische Wirtschaftssystem Ägyptens im 3. Jahrhundert n. Chr.